# Al-Mustaín (abbàssida del Caire)
Abu-l-Fadl al-Abbàs al-Mustaín bi-L·lah —àrab: أبو الفضل العباس المستعين بالله, Abū l-Faḍl al-ʿAbbās al-Mustaʿīn bi-Llāh—, més conegut simplement pel seu làqab com a al-Mustaín (vers 1391-1430), fou califa abbàssida del Caire (1406-1412), sota la tutela dels mamelucs d'Egipte, i soldà d'Egipte (1412). Era fill d'al-Mutawàkkil I i de la concubina turca Bay Khatun.
Al-Mustaín bi-llah va succeir com a califa el seu pare al-Mutawàkkil I després del tercer regnat d'aquest el 22 de gener de 1406 sota la tutela del sultà Fàraj.
El 1412 el sultà Fàraj, acompanyat del califa, va marxar a Síria per combatre els amirs revoltats, especialment Xaykh al-Muhammudí, el governador d'Alep primer el seu aliat i que després es va posar al capdavant de la revolta, i Nàwruz al-Hafidhí, governador de Trípoli del Líban. El sultà va arribar a Gaza per passar-hi uns dies i en l'aturada una part de les seves tropes es van passar a l'enemic. Fàraj fou derrotat pels rebels a la batalla de Ladjdjun (25 d'abril de 1412) i va fugir a Damasc on es va preparar per un llarg setge. El califa al-Mustaín fou fet presoner i pressionat pels rebels per declarar la deposició de Fàraj; Shaykh, Nawruz i Baktamur Djillik (un mameluc que s'havia passat als rebels a l'inici de la campanya) es disputaven el sultanat, i sota consell del secretari reial Fat·h-ad-Din Fat·h-Al·lah, es va convindre en que calia nomenar un sultà ràpidament, i el jove fill de Fàraj, Fat·h-Al·lah, que també havia caigut presoner, va aconsellar nomenar sultà al califa i així li van oferir el títol de sultà a aquest.
El 7 de maig de 1412 va acceptar per força amb la condició de conservar el títol de califa en cas de ser deposat com a sultà. Fàraj es va rendir a Damasc i fou capturat i condemnat a mort per una comissió de juristes amb el mateix al-Mustaín al capdavant, sent executat a Damasc el 28 de maig i llavors fou proclamat al-Mustaín com a sultà. Els caps rebels es van repartir el país: Nawruz es va quedar amb Síria, i els altres dos co-governarien, amb al-Mustaín de titular nominal, a Egipte. Shaykh i Baktamur van anar al Caire amb al-Mustaín com a sultà i califa i aquest es va instal·lar a la ciutadella la residència dels sultans (12 de juliol) demostrant que es prenia seriosament el càrrec (doncs no es va pas instal·lar al palau dels califes sinó a la ciutadella dels sultans).
Shaykh al-Mahammudi (investit el 19 de juliol com a gran amir amb plens poders) va agafar el títol de Nizam al-Mulk i va fer tot el possible per fer impopular al sultà-califa, que de fet fou un presoner polític. Baktamur Djillik fou assassinat el 15 de setembre, i finalment al cap de menys de set mesos el sultà-califa va ser deposat (6 de novembre) i Shaykh va agafar el títol de sultà com a al-Muàyyad Abu an-Nàssir Xaykh. Al-Mustaín fou retornat al palau dels califes i en una data que probablement fou el 9 de març del 1414, fou deposat i substituït pel seu germà petit Abu al-Fath Dàwud al-Mútadid II.
Fou desterrat a Alexandria el 29 de gener de 1417 i allí va morir de pesta el febrer/març del 1430 amb menys de 40 anys.